# Bordères-et-Lamensans

Bordères-et-Lamensans este o comună în departamentul Landes din sud-vestul Franței. În 2009 avea o populație de 351 de locuitori.

## Evoluția populației
| An        | 1975 | 1982 | 1990 | 1999 | 2006 | 2009 |
| --------- | ---- | ---- | ---- | ---- | ---- | ---- |
| Populație | 313  | 291  | 331  | 344  | 342  | 351  |